# フルボイェ・スモルチッチ
フルボイェ・スモルチッチ (Hrvoje Smolčić , 2000年8月17日 - )は、クロアチア・リカ＝セニ郡ゴスピッチ出身のサッカー選手。アイントラハト・フランクフルト所属。ポジションはDF。

## クラブ経歴
地元ゴスピッチのユースチームを経て、2014年にHNKリエカのユースチームに入団。2019年1月にトップチームに昇格。4月7日のHNKゴリツァ戦でプロデビュー。2018-19シーズンは6試合に出場し、国内カップ戦フルヴァツキ・ノゴメトニ・クプ優勝を経験。翌2019-20シーズンは先発に定着し、リーグ戦24試合に出場。カップ戦二連覇も経験。2021年11月7日のHNKシベニク戦ではプロ初ゴールを決めた。
2022年5月31日、アイントラハト・フランクフルトに来季加入することが発表され、2027年までの契約を結んだ。

## 代表経歴
2018年から各ユース世代のクロアチア代表に随時招集されている。